# RER A線
RER A線（エールウエール・アーせん、フランス語: Ligne A du RER、通称: RER A）は、パリ交通公団（RATP）とフランス国鉄（SNCF）によって運営されているフランスの首都パリとその大都市圏（イル＝ド＝フランス地域圏）で運行されている地域急行鉄道網・RER（イル＝ド＝フランス地域圏急行鉄道網）の路線である。パリ近郊西部のセルジー・ル・オー駅、ポワシー駅、サン＝ジェルマン＝アン＝レー駅の各駅から、パリ中心部を経由し、パリ近郊東部のボワシー＝サン＝レジェ駅、マルヌ＝ラ＝ヴァレ・シェシー駅までを東西に結ぶ。1977年に開業。

## 概要
並行するパリ・メトロ1号線と共に、パリの東西方向の交通の大動脈である。
歴史的な経緯のため、A1の全線、サン＝ジェルマン＝アン＝レー (Saint-Germain-en-Laye) からパリ市内と東側はZの運営、支線の一部ナンテール・プレフェクチュール (Nanterre Préfecture) から北西はフランス国鉄（SNCF）の運営。
開業当時はRERの運営はRATPが行うことになっていたため、SNCFの既存の路線であった部分も譲渡されて、市内新設区間とともにRATPが運行している。
しかし、後にSNCFがRERの運行をすることになったため、後に開業したA3とA5はSNCFの運営である。
そのため、RATPの区間は直流1500V、SNCFの区間は交流25000Vと電化方式が異なっていて、交直両用車両が使用されている。
1日当たり平均乗客数は100万人を数え、世界の都市鉄道で最も乗客数が多い路線の１つである。そのため、既存の色燈式信号に代えて運転時隔を90秒にできる車内信号、2階建車両の導入などの対策が講じられているが、RER E線の延長が実現すれば混雑は軽減されると予想されている。

A線の路線図

## 路線
西へは、A1が都心部からラ・デファンス (La Défense) を通り、ナンテール・プレフェクチュールでA3を分岐し、サンジェルマン・アン・レーに至る。A3はナンテール・プレフェクチュールでA1と分かれたあと、メゾン＝ラフィット(Maisons-Lafitte) でA5を分岐してセルジー・ル・オー (Cergy Le Haut) に、A5はポワシー (Poissy) に至る。
東へは、A2がパリ・リヨン駅 (Gare de Lyon) でSNCFのターミナルに接続した後、ヴァンセンヌ (Vincennes) でA4を分岐しボワシー・サン・レジェール (Boissy-Saint-Léger) に至る。A4はヴァンセンヌからディズニーランド・パリのあるマルヌ・ラ・ヴァレー・シェシー (Marne La Vallée Chessy) に至る。

## 歴史
何年もの事前調査の後、1961年7月6日にA線が起工された。
路線の西部区間では、サン・ラザール駅からサンジェルマン＝アン＝レーへ向かう在来路線を再利用、架空電車線方式により電化された（それまでは第三軌条方式だった）。パリ都心部の乗り入れは従来のサン・ラザール駅に発着するのではなく、パリ市内を東西に横断する新たな地下線が建設され、ナンテール (Nanterre)、ラ・デファンス、新駅オーベール (Auber)（この駅は建設当時、世界最大の地下構築物だった）を経由し、パリの中心に位置するシャトレ-レ・アル (Châtelet - Les Halles) 駅へ至った。
路線の東部区間では、バスティーユ駅からボワシー・サン・レジェへ向かうヴァンセンヌ (Vincennes) 線を改良した。ナシオン(Nation)を経てリヨン駅に向かう地下線が新たに建設され、従来のターミナルであったバスティーユ駅は廃止された。
1977年、この西部区間と東部区間は、パリ市内を横断する地下線の全通により直結されて、RER A線となった。その後、東方の新都市マルヌ＝ラ＝ヴァレ (Marne-la-Vallée) およびディズニーランドに通じる支線、および西方のアシェール (Achères) を起点とし、新都市セルジー・ポントワーズ (Cergy-Pontoise) に通じる支線が、それぞれ開通し、ポワシーへの支線の運行も開始された。

## 駅一覧
|    |   |   |   |    | 駅名                                       | ゾーン | コミューン                                  | 接続                                                      |
|    |   |   | ■ | A3 | セルジー・ル・オー駅                       | 5      | セルジー、クールディマンシュ                | トランジリアンＬ線                                        |
|    |   |   | • |    | セルジー＝サン＝クリストフィー             | 5      | セルジー                                    | トランジリアンＬ線                                        |
|    |   |   | • |    | セルジー＝プレフェクチュール駅             | 5      | セルジー                                    | トランジリアンＬ線                                        |
|    |   |   | • |    | ヌーヴィル＝ユニヴェルシテ駅               | 5      | ヌーヴィル＝シュル＝オワーズ、エラニー      | トランジリアンＬ線                                        |
|    |   |   | • |    | コンフラン＝ファン＝ドワーズ               | 5      | コンフラン＝サントノリーヌ                  | トランジリアンＪ線、Ｌ線                                  |
|    |   |   | • |    | アシェール＝ヴィル駅                       | 5      | アシェール                                  | トランジリアンＬ線                                        |
| A5 | ■ |   |   |    | ポワシー駅                                 | 5      | ポワシー                                    | トランジリアンＪ線                                        |
|    | • |   |   |    | アシェール＝グラン・コルミエ駅             | 5      | サン＝ジェルマン＝アン＝レー                |                                                           |
|    |   |   | • |    | メゾン＝ラフィット駅                       | 4      | メゾン＝ラフィット                          | トランジリアンＬ線                                        |
|    |   |   | • |    | サルトルーヴィル駅                         | 4      | サルトルーヴィル                            | トランジリアンＬ線                                        |
|    |   |   | • |    | ウイユ＝キャリエール＝シュル＝セーヌ駅     | 4      | ウイユ, キャリエール＝シュル＝セーヌ        | トランジリアンＪ線、Ｌ線                                  |
| A1 | ■ |   |   |    | サン＝ジェルマン＝アン＝レー駅             | 4      | サン＝ジェルマン＝アン＝レー                |                                                           |
|    | • |   |   |    | ル・ヴェジネ＝ル・ペック駅                 | 4      | ル・ヴェジネ                                |                                                           |
|    | • |   |   |    | ル・ヴェジネ＝サントル駅                   | 4      | ル・ヴェジネ                                |                                                           |
|    | • |   |   |    | シャトゥー＝クロアジー駅                   | 4      | シャトゥー, クラアジー＝シュル＝セーヌ      |                                                           |
|    | • |   |   |    | リュエイユ＝マルメゾン駅                   | 3      | リュエイユ＝マルメゾン                      |                                                           |
|    | • |   |   |    | ナンテール＝ヴィル駅                       | 3      | ナンテール                                  |                                                           |
|    | • |   |   |    | ナンテール＝ユニヴェルシテ駅               | 3      | ナンテール                                  | トランジリアンＬ線                                        |
|    |   | • |   |    | ナンテール・プレフェクチュール駅           | 3      | ナンテール                                  |                                                           |
|    |   | • |   |    | ラ・デファンス駅                           | 3      | ピュトー                                    | トランジリアンＬ線、Ｕ線 ■1号線 T2                        |
|    |   | • |   |    | シャルル・ド・ゴール＝エトワール駅         | 1      | パリ8区・16区・17区                         | ■1号線■2号線■6号線                                        |
|    |   | • |   |    | オーベール駅                               | 1      | パリ9区                                     | ■E線 トランジリアンＬ線、Ｊ線 ■3号線■7号線■8号線■9号線    |
|    |   | • |   |    | シャトレ＝レ・アル駅                       | 1      | パリ1区                                     | ■B線■D線 ■1号線■4号線■7号線■11号線■14号線                 |
|    |   | • |   |    | パリ・リヨン駅                             | 1      | パリ12区                                    | ■D線 トランジリアンＲ線 ■1号線■14号線 TERブルゴーニュ TGV |
|    |   | • |   |    | ナシオン駅                                 | 1      | パリ11区・12区                              | ■1号線 ■2号線■6号線■9号線                                 |
|    |   | • |   |    | ヴァンセンヌ駅                             | 2      | ヴァンセンヌ                                |                                                           |
|    | • |   |   |    | フォントネー＝スー＝ボワ駅                 | 3      | フォントネー＝スー＝ボワ                    |                                                           |
|    | • |   |   |    | ノジャン＝シュル＝マルヌ駅                 | 3      | ノジャン＝シュル＝マルヌ                    |                                                           |
|    | • |   |   |    | ジョアン＝ヴィル＝ル＝ポン駅               | 3      | ジョアンヴィル＝ル＝ポン                    |                                                           |
|    | • |   |   |    | サン＝モール＝デ＝クレテイユ駅             | 3      | サン＝モール＝デ＝フォッセ                  |                                                           |
|    | • |   |   |    | サン=モール公園駅                          | 3      | サン＝モール＝デ＝フォッセ                  |                                                           |
|    | • |   |   |    | シャンピニー駅                             | 3      | サン＝モール＝デ＝フォッセ                  |                                                           |
|    | • |   |   |    | ラ・ヴァレンヌ＝シュヌビエール駅           | 3      | サン＝モール＝デ＝フォッセ                  |                                                           |
|    | • |   |   |    | シュシー＝ボンヌイユ駅                     | 4      | シュシー＝アン＝ブリ                        |                                                           |
| A2 | ■ |   |   |    | ボワシー＝サン＝レジェ駅                   | 4      | ボワシー＝サン＝レジェ                      |                                                           |
|    |   |   | • |    | ヴァル＝ドゥ＝フォントネー駅               | 3      | フォントネー＝スー＝ボワ                    | ■E線                                                      |
|    |   |   | • |    | ヌイイ＝プレザンス駅                       | 3      | ヌイイ＝プレザンス                          |                                                           |
|    |   |   | • |    | ブリ＝シュル＝マルヌ駅                     | 4      | ブリ＝シュル＝マルヌ                        |                                                           |
|    |   |   | • |    | ノワジー＝ル＝グラン＝デスト               | 4      | ノワジー＝ル＝グラン                        |                                                           |
|    |   |   | • |    | ノワジー＝シャン駅                         | 4      | ノワジー＝ル＝グラン シャン＝シュル＝マルヌ |                                                           |
|    |   |   | • |    | ノワジエル駅                               | 5      | ノワジエル                                  |                                                           |
|    |   |   | • |    | ローニュ駅                                 | 5      | ローニュ                                    |                                                           |
|    |   |   | • |    | トルシー駅                                 | 5      | トルシー                                    |                                                           |
|    |   |   | • |    | ブシー＝サン＝ジュルジュ駅                 | 5      | ブシー＝サン＝ジュルジュ                    |                                                           |
|    |   |   | • |    | セリ＝モンテブラン＝ヴァル＝ドゥーロップ駅 | 5      | セリ モンテブラン シェシー                  |                                                           |
|    |   |   | ■ | A4 | マルヌ＝ラ＝ヴァレ＝シェシー駅             | 5      | シェシー                                    | TGV, ユーロスター, Ouigo                                  |

## 車両

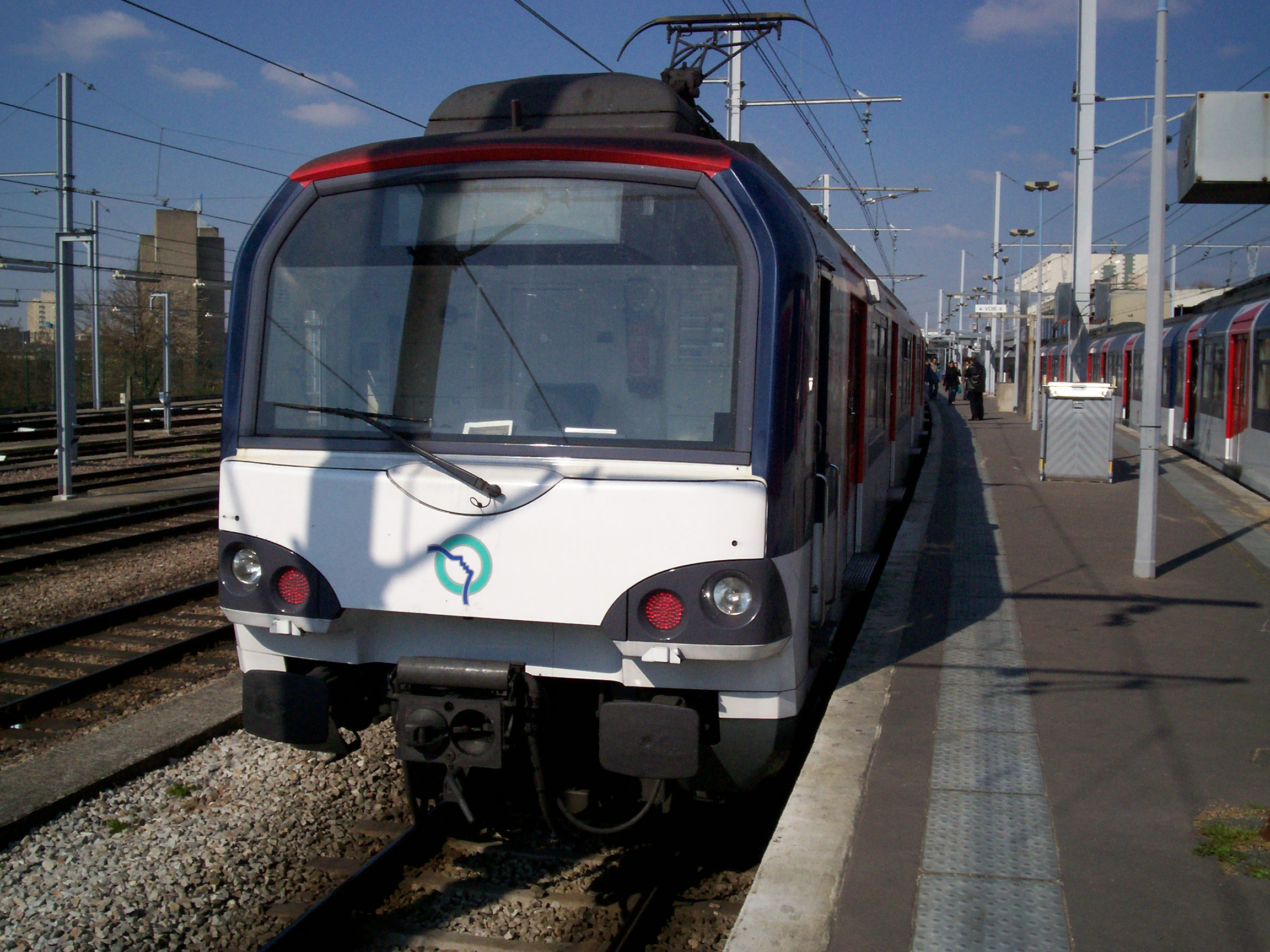
MS61
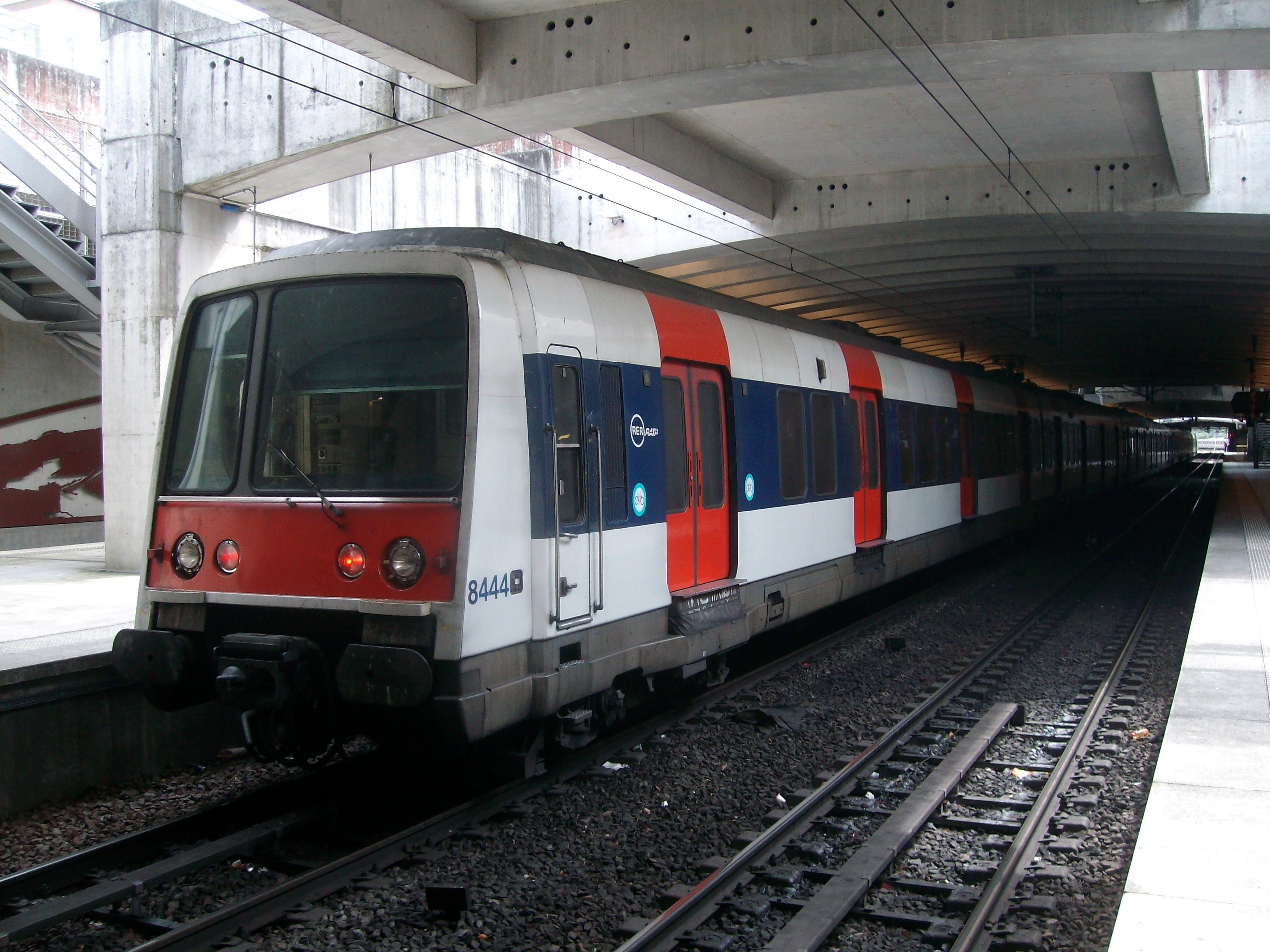
MI84
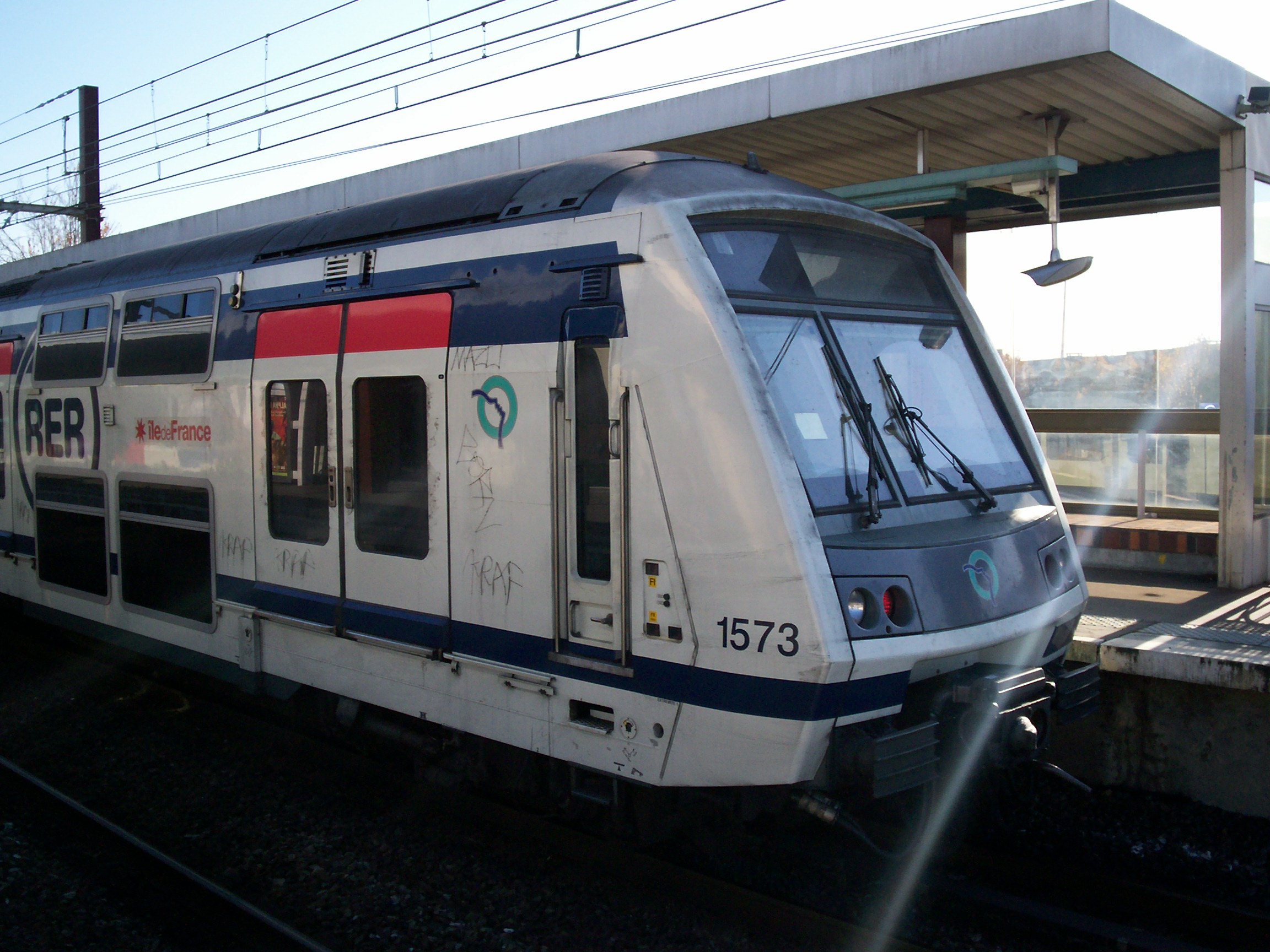
MI2N Alteo
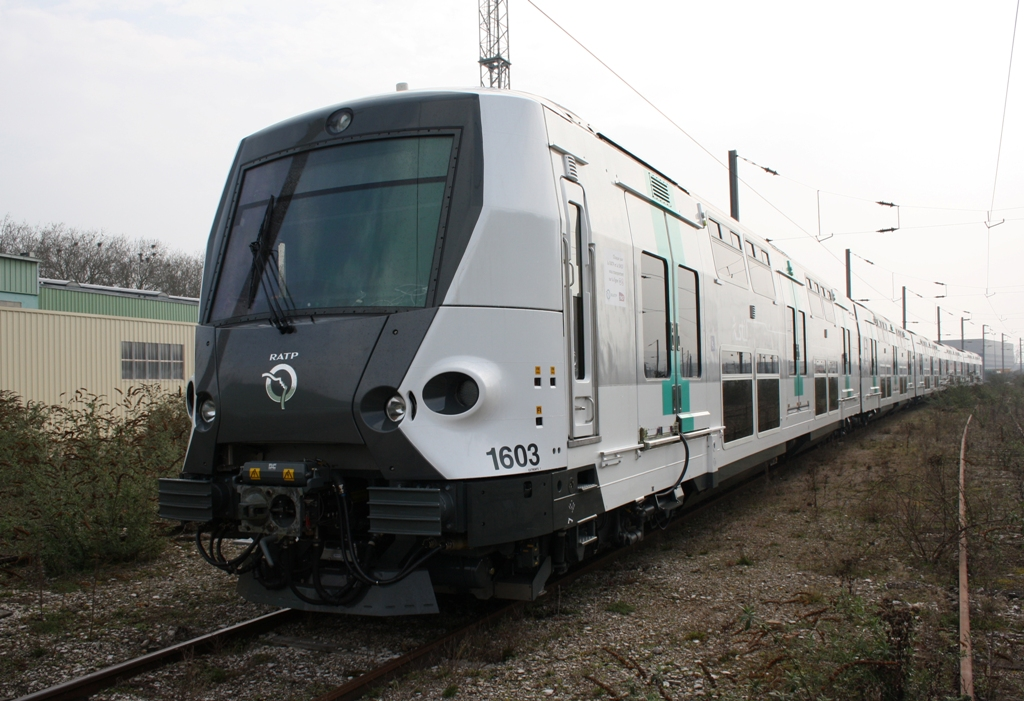
2011年12月より営業運転を開始したMI09